# Melissodes subillata
Melissodes subillata es una especie de abeja del género Melissodes, tribu Eucerini, familia Apidae. Fue descrita científicamente por LaBerge en 1961.

## Descripción
Los machos y las hembras miden 9,5-12 milímetros de longitud.

## Distribución
Se distribuye por Estados Unidos y Canadá.